# Gabriel Kovacevich
Gabriel Angel Kovacevich (Rosario, 20 de noviembre de 1981) es un comunicador social, consultor y gestor público argentino de ascendencia croata e italiana. Se desempeñó como subsecretario de Promoción, Planificación y Marketing turístico de la provincia de Santa Fe desde diciembre del 2019 hasta diciembre del 2023, dentro del Ministerio de Producción, Ciencia y Tecnología de la provincia, con una vasta trayectoria en el sector privado como consultor en argentina y otros países.  

## Biografía
Kovacevich nació en la ciudad de Rosario, provincia de Santa Fe, el 20 de noviembre de 1981. En 2008 se recibió de Licenciado en Comunicación Social en la Facultad de Ciencias Políticas y Relaciones Internacionales de la Universidad Nacional de Rosario, comenzando su carrera profesional en comunicación, relaciones institucionales, gerenciamiento y marketing, en diferentes empresas del sector privado. También posee una Maestría en Gestión Pública y diversos posgrados en gestión de proyectos, comunicación estratégica, marketing y dirección.  

## Carrera política
Su incursión en la política comienza en el año 2014, participando en el armado del Frente Renovador en la provincia de Santa Fe, siendo jefe de campaña de Alejandro Grandinetti en su carrera a la intendencia y posteriormente de la lista de diputados nacionales, la cual culminó con gran éxito, obteniendo 407.296 votos y permitiendo el ingreso de 2 diputados nacionales. Posteriormente, participa como asesor en el Congreso de la Nación durante el mandato de Grandinetti como diputado nacional.
En el 2019 fue 4° candidato a diputado provincial por la lista "Honestidad y Compromiso".
En diciembre del 2019, asume como Subsecretario de Promoción, Planificación y Marketing de la provincia de Santa Fe. Durante su gestión al frente de la misma, se llevaron adelante diferentes programas que generaron un punto de inflexión en la gestión turística santafesina, tales como la plataforma digital "Viví Santa Fe", de la cual fue autor e impulsor. La misma es una plataforma digital de turismo 4.0 totalmente gratuita para los prestadores, que permite consolidar la oferta de servicios turísticos receptivos en la provincia de Santa Fe y desarrollar la comercialización a través de tecnología de vanguardia nunca antes implementada en la gestión turística estatal, tanto nacional como subnacional, la cual en el 2021, fue ternada para un Martín Fierro Digital.
Otras de las políticas impulsadas fue la realización del evento "Viví Santa Fe, el encuentro", una mega muestra tuvo más de 50.000 visitantes durante los cuatro días. De la actividad participaron más de 100 personas en rondas de negocios, se realizaron 500 reuniones de trabajo y 700 estudiantes para interacción educativa. Además, se presentaron más de 60 destinos provinciales con circuitos de turismo rural, educativo, industrial, pesca y aventura.
Durante la pandemia desarrolló un circuito virtual de museos, que permitió tener mapeados en formato 3d todos los museos santafesinos, siendo pionera en argentina y sumando una herramienta tecnológica de relevancia en la promoción de la cultura y el turismo provincial.
Su trabajo al frente del área de promoción logró posicionar a la provincia en el puesto N.º 7 dentro de los destinos con mayor demanda a nivel nacional, un hito sin precedentes en la historia turística santafesina. 
Trabajó fuertemente en acciones de promoción de eventos masivos deportivos vinculados al turismo, y fue uno de los artífices de la vuelta del TC2000 a la provincia de Santa Fe, con diversas carreras, incluyendo la Copa Santa Fey también el Rally Argentino.
También fue coordinador general del Consejo Asesor de Planificación Estratégica Turística (CAPET), un espacio que vinculó a la comunidad académica turística con la cartera provincial, actualizando relevamientos estadísticos y obteniendo indicadores orientados al desarrollo de las políticas públicas. Asimismo, acordará las metodologías de trabajo que permitan disponer de información clave para la planificación estratégica del turismo santafesino, y coordinará con las áreas de extensión de las distintas instituciones académicas las acciones según las necesidades del sector, siendo un nexo en la formación y capacitación de los recursos humanos para el crecimiento de turismo en municipios y comunas.
Fue miembro del consejo directivo de la Comisión de Filmaciones, una iniciativa pública-privada que articula la promoción y la conectividad necesarias para fomentar el crecimiento económico, y generar un desarrollo sostenible de la industria audiovisual santafesina en el mundo, promoviendo sus lugares escénicos naturales, sitios históricos, su fauna y flora, el saber hacer de sus habitantes y su cultura.
Kovacevich fue el impulsor de un cambio significativo en materia de modernización y herramientas de gestión, tanto por la plataforma Vivi Santa Fe, como por otras herramientas digitales que se desarrollaron bajo su gestión, tales como los recorridos virtuales de museoso el primer workshop virtual de turismo interno, entre otros. 
Trabajó como redactor y analista en diversos medios de comunicación, desempeñándose como columnista de Turismo en el Diario La Capital de Rosario, además de consultor privado, gerenciando unidades de negocios y dirigiendo proyectos.  